# Potestaat
Potestaat was volgens een onecht privilege van Karel de Grote (het zogenaamde Karelsprivilege uit het begin van de 14e eeuw) de titel van een legeraanvoerder voor Friesland. Volgens het privilege werd de potestaat gekozen door de "consuls" en had hij het recht vooraanstaande mannen tot ridder te slaan. De term podestà verwijst naar leiders van stadsstaten in Italië. Een dergelijk ambt paste echter niet de Friese verhoudingen. In Friesland duikt de titel voor het eerst in het jaar 1470 op en wel aantoonbaar in samenhang met het vervalste privilege.
Juw Dekama is de enige persoon waarvan zeker is dat hij  potestaat van Friesland tussen Vlie en Lauwers is geweest. Hij werd op 3 januari 1494 in Sneek tot potestaat gekozen, maar alleen door de Schieringers erkend. In 1498 vroeg hij Albrecht van Saksen het land te leiden, nadat hij geen controle meer kon uitoefenen over het door de twisten tussen Schieringers en Vetkopers verscheurde land. Albrecht kreeg hierbij de titel van "erfpotestaat". Na Albrechts overlijden ging de titel van potestaat over op diens zonen Hendrik en George, tot deze laatste in 1515 zijn rechten op Friesland aan Karel V afstond.
De titel potestaat is waarschijnlijk afgeleid van het Italiaanse podestà (Nederlands: potestaat, Frans en Duits: potestat, Engels: potestate, alle afgeleid van het Latijnse potestas, dat macht betekent).
In de apocriefe Friese geschiedschrijving heeft men een hele reeks potestaten, met als eerste de legendarische Friese vaandeldrager Magnus Forteman, wiens naam al in de 13e-eeuwse sage voorkomt. De overige postestaten dragen namen van bekende edellieden uit de 16e eeuw, vooral uit Westergo, zoals Dekama te Jelsum, Hermana te Minnertsga, Van Adélen te Sexbierum, Juwinga te Bolsward, Galama te Koudum, Camminga te Ferwerd, Reinalda te Oosternijkerk alsmede Martena en Sjaerdema te Franeker.

## Lijst van potestaten
- Juw Dekama (1494)
- Albrecht van Saksen (1498)
- Hendrik van Saksen (1500)
- Georg van Saksen (1504-1515)

## Lijst van fictieve postestaten
De lijst gaat terug op het werk van auteurs als Suffridus Petrus (1590), Andreas Cornelius (1597), Martinus Hamconius (1609, 1617, 1620), Pier Winsemius (1622) en Johannes Hilarides (1677). Hamconius en Winsemius waren ook degenen die er voor zorgden dat de fictieve prinsen, koningen en potestaten van Friesland een portret en een eigen wapen kregen, waardoor hun bestaan niet meer te ontkennen leek. De portretten waren van de hand van Pieter Feddes van Harlingen en Simon Frisius.
De oudere lijsten kennen alleen gelatiniseerde namen. De lijst werd nog in 1851 opnieuw gepubliceerd door Wopke Eekhoff in diens Beknopte Geschiedenis van Friesland. Cursief de namen zoals ze oorspronkelijk bij Hamconius voorkomen
- S[int] Magnus Forteman (809)
- Fokke (Taco) Ludigman (819)
- Adelbrik van Adélen (Adelbricus Adelen)(840)
- Hessel Hermana (869)
- Ygo Galema (voor 886)
- Gosse Ludigman (989)
- Sake Reynalda (voor 1167)
- Sikke Sjaerdema (1237)
- Reiner (Regnerus) Cammingaa (voor 1306)
- Hessel Martena (voor 1313)
- Juw Juwinga (Ivo Jvvenga) (1396)
- Sikke  Dekama (Sixtus Dekema), Gale Hania (Galo Hannya) en Odo Botnia (Odo Botnya) (1399)
- Sjoerd (Suffridus) Wiarda en Haring Harinxma (1404)